# Roy Hargrove
Roy Hargrove (16. října 1969 Waco, Texas, USA – 2. listopadu 2018, New York, New York) byl americký jazzový trumpetista.
V letech 1988 až 1989 studoval na Berklee College of Music v Bostonu, následně přešel na newyorskou The New School. Zde se podílel na nahrávkách saxofonisty Bobbyho Watsona a později i dalších hudebníků. Již v roce 1990 vydal své první sólové album s názvem Diamond in the Rough. Později vydal řadu dalších alb. Během své kariéry hrál na deskách řady dalších hudebníků, mezi které patří například Sonny Rollins, Erykah Badu, Roy Haynes a D'Angelo. Je držitelem ceny Grammy.